# Guillaume Leduey
Guillaume Leduey (né le 20 mars 1989 au Havre, France) est un linguiste et lexicographe français. 

## Projet de revitalisation de la langue eyake
Guillaume Leduey est connu pour son étude de la langue eyake. Passionné depuis son enfance par les langues, il entreprend seul l'apprentissage de cette langue na-dené, éteinte en 2008. Aujourd'hui, il participe activement à la campagne pour la revitalisation de cette langue autochtone d'Alaska aux côtés des descendants du peuple eyak. 
Il produit de 2011 à 2018, en étroite collaboration avec le linguiste Michael Krauss, une nouvelle version du dictionnaire eyak rédigé par ce dernier en 1970.
Son parcours est évoqué dans le court-métrage de Laura Bliss Spann Parlez-vous eyak? et dans le documentaire Sur le bout de la langue ,réalisé par Vincent Bonnay.
Il réside actuellement à Boutigny-sur-Essonne.